# Дашково
Дашко́во (рос. Дашково) — селище у складі Земетчинського району Пензенської області, Росія.
Населення — 13 осіб (2010; 48 у 2002).
Національний склад станом на 2002 рік:
- росіяни — 98 %